# 勝盛公園
勝盛公園（かつもりこうえん）は、福岡県飯塚市にある公園。

## 概要
飯塚市内では最も歴史のある公園であり、ソメイヨシノやツツジの名所として知られている。中心にある勝盛池の両側には小高い丘があり、東側が勝盛山、西側が櫨山（はぜやま）である。櫨山側には大型遊具が設置されているほか、かつて筑豊本線等において石炭輸送で活躍した国鉄D60形蒸気機関車も保存されている。
もともとは1921年に遊歩道や植栽などを整備した4896坪の公園として始まり、その後1935年に麻生太賀吉が公園に隣接した8895坪の土地を「櫨山公園」（1957年に「かつもり公園」に改称）として開放。麻生太吉を記念して設立されたこの公園は、かつては小動物園やミニSLなどもあった大規模なものであったという。旧勝盛公園とかつもり公園は1962年に統合され、現在の勝盛公園となった。
池には「指月橋」という朱色の太鼓橋がかかっているほか、白鳥や鴨、鯉などの姿も見られる。

## 利用情報
- 所在地

福岡県飯塚市片島1-607-1
- 入園料

無料。
- 開園時間

入園自由。
- 休園日

なし。

## ギャラリー

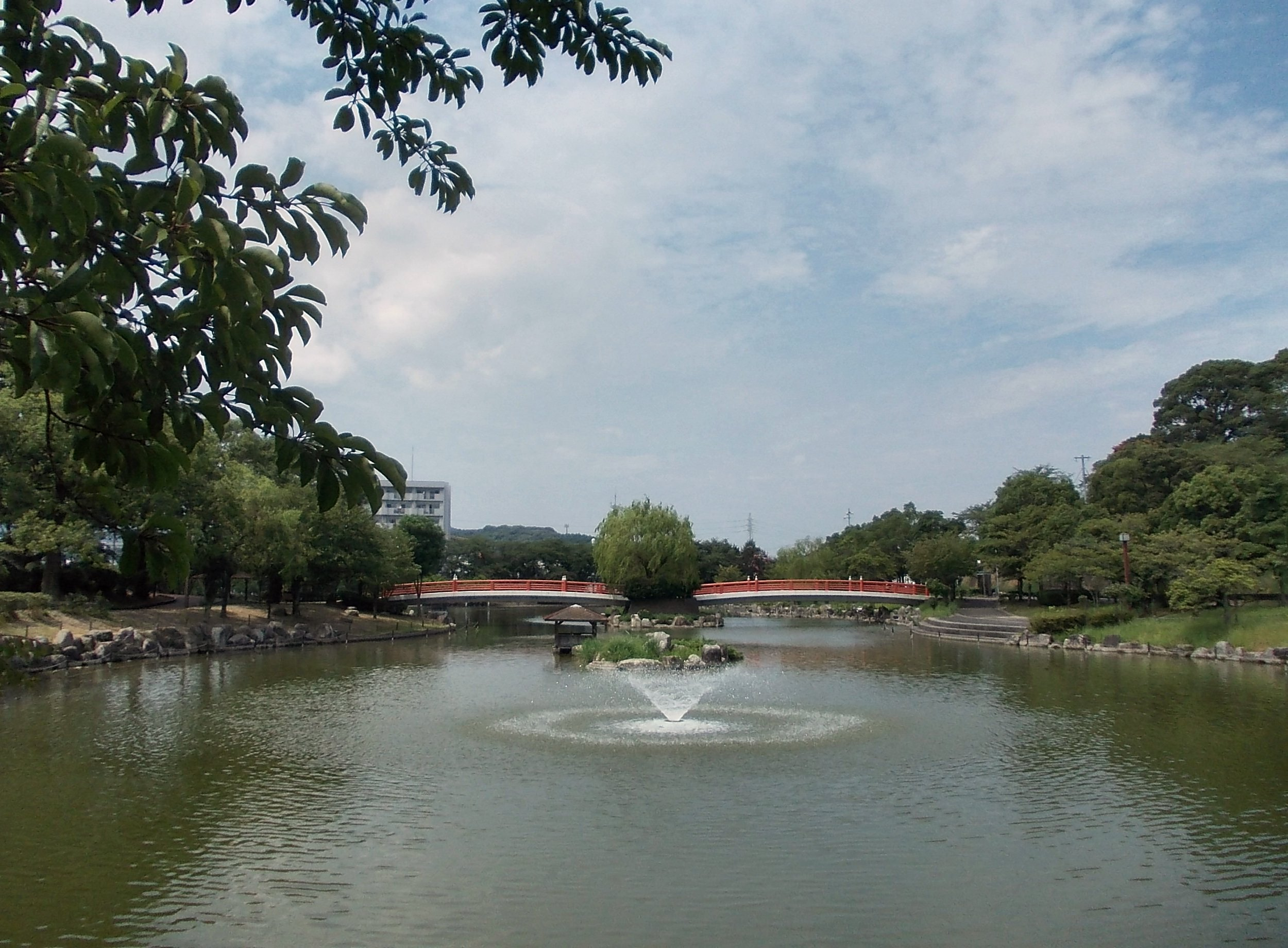
勝盛池
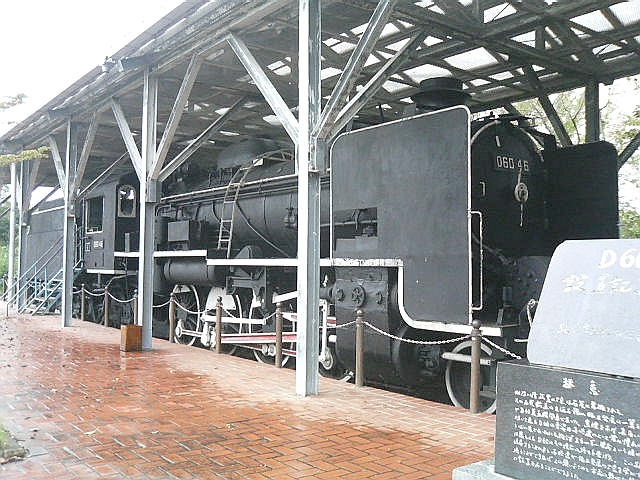
国鉄D60形蒸気機関車

## 交通アクセス
- JR九州筑豊本線新飯塚駅から西鉄バスイオン穂波・潤野経由明星寺団地行きに乗車し「勝盛遊園」下車徒歩4分（約330m）、もしくは西相田行きに乗車し「勝盛町」下車徒歩7分（約580m）。
- マイカーの場合、九州自動車道福岡インターチェンジから八木山バイパスなどを経由し約22km。もしくは同鞍手インターチェンジから約21km。
- 駐車場あり